# 7272 Darbydyar
7272 Darbydyar è un asteroide della fascia principale. Scoperto nel 1980, presenta un'orbita caratterizzata da un semiasse maggiore pari a 2,7813306 UA e da un'eccentricità di 0,1006786, inclinata di 9,63819° rispetto all'eclittica.
L'asteroide è dedicato a M. Darby Dyar, professoressa al Mount Holyoke College specializzata nella spettroscopia Mössbauer di materiale terrestre ed extraterrestre.